# Pierre Joseph Garidel
Pierre Joseph Garidel (Aix-en-Provence, 1º agosto 1658 – Aix-en-Provence, 6 giugno 1737) è stato un medico e botanico francese.

## Biografia

### Infanzia e studi
Figlio di Pierre Garidel, avvocato, e di Louise de Barthélemy, Pierre Joseph è il quinto figlio di una famiglia di otto. Prosegue i suoi studi al collegio dei Gesuiti, trascorrendo i suoi giorni di congedo nel giardino del farmacista Jacques Daumas. Vi incontra Joseph Pitton de Tournefort con il quale va alla ricerca di erbe in Provenza, Delfinato e Savoia.
Intraprende i suoi studi di medicina ad Aix sotto la guida dei professori Honoré Bicaise e Antoine Mérindol quindi, per seguire i corsi di Pierre Magnol, si trasferisce a Montpellier dove trova Tournefort.

### Il medico e il botanico
È promosso dottore il 23 giugno 1682 ad Aix-en-Provence e continua a raccogliere piante. Nel 1689 incontra padre Charles Plumier di ritorno dalle Antille e gli fa conoscere Tournefort. Con l'appoggio di quest'ultimo, viene nominato il 28 settembre 1697 corrispondente dell'Accademia delle scienze. Tuttavia Tournefort non riuscirà a convincerlo a lasciare la Provenza poiché «era troppo innamorato della sua botanica di Provenza per risolversi a cambiare residenza per profitto » (lettera del 28 gennaio 1721 di Saurin a Decormis. Biblioteca Méjanes).
Il 22 settembre 1707, sposa a 48 anni Marguerite de Costant. Non avrà figli ma si occuperà dei suoi nipoti ed in particolare di Joseph Lieutaud che diventerà medico del re.
Su consiglio di Tournefort, fa uscire in francese il suo solo libro Histoire des plantes qui naissent aux environs d'Aix et dans plusieurs autres endroits de la Provence comprendente 100 tavole e la descrizione di 1400 piante. Nella sua prefazione, Garidel insiste sulla necessità di basarsi, per conoscere l'efficacia delle piante, sulla sperimentazione e non sull'aspetto esteriore, l'odore ed il gusto della pianta. Le piante sono presentate per ordine alfabetico. Cento tavole finemente incise sono allegate al testo. Fra queste occorre in particolare osservare quella che riguarda il Kermes che fu oggetto di una lunga trattazione poiché Garidel, come corrispondente dell'Accademia delle scienze era stato incaricato di redigere una memoria che indirizzò a Tournefort. Dimostra che il Kermes si sviluppa su una varietà di quercia alla quale ha dato il suo nome, non è un seme ma un insetto (cocciniglia). La tavola è molto dettagliata.
Garidel è particolarmente messo alla prova durante la grande peste del 1720: « Siamo qui tra morti e moribondi. Gli aiuti della medicina sono troppo deboli contro un male che i pagani tacciano di divino ».
Muore dopo un attacco di apoplessia, il 6 giugno 1737 quasi a 78 anni e viene sepolto nella chiesa dei Reverendi Padri Osservanti nella tomba di famiglia.

## Opere
- Histoire des plantes qui naissent aux environs d'Aix-en-Provence et dans plusieurs autres endroits de la Provence, Aix, Joseph David imprimeur du roy, 1715. 1 volume in folio con XLVII pagine di prefazione e di analisi dei nomi di autori botanici, 522 pagine di testo e 22 pagine non numerate di indici, con 100 tavole e un frontespizio.

## Omaggi
Linneo ha dato in suo onore il nome di Garidella a un genere di piante della famiglia delle Ranunculaceae, ora non più ritenuto valido e sinonimizzato con Nigella. Tra le specie attribuite in passato a questo genere vi è la Garidella nigellastrum ( = Nigella nigellastrum (L.) Willk.), pianta messicola con areale attuale ristretto al Vaucluse e alle Bocche del Rodano; la sola stazione stabile è nel Vaucluse dove il Parco naturale regionale del Luberon e il Conservatoire national de botanique de Porquerolles con grande impegno cercano di preservare la zona.